# Katharina Münk
Katharina Münk (eigentlich Petra Balzer; * 30. September 1963 in Rheda-Wiedenbrück) ist eine deutsche Roman- und Drehbuchautorin.

## Leben und Werk
Katharina Münk stand mit ihrem ersten Buch, Und morgen bringe ich ihn um, das 2006 beim Eichborn Verlag erschien, mehrere Wochen auf der Spiegel-Bestsellerliste Sachbuch. Darin schilderte sie autobiografisch ihre Erfahrungen als Vorstandsassistentin auf deutschen Management-Etagen.
Es folgten weitere Bücher, darunter 2011 ihr erster Roman, Die Insassen, eine Wirtschaftssatire, die ebenfalls zum Bestseller wurde und 2015 als Komödie für das ZDF verfilmt wurde. Auch ihr zweiter Roman, Die Eisläuferin (2013), wurde für NDR, Arte, Degeto/ARD verfilmt, eine Politkomödie rund um eine vergessliche Bundeskanzlerin, ihren Gatten und ihren Therapeuten, mit Iris Berben und Ulrich Noethen in den Hauptrollen. Das gleichnamige Hörbuch wurde mit Maren Kroymann produziert.
2013 und 2015 entstanden mit Glänzende Geschäfte und Westermann und Fräulein Gabriele zwei weitere Romane – eine Wirtschaftssatire rund um den realen Karstadt/Sal.-Oppenheim-Skandal, der andere die Geschichte eines digital überforderten Menschen, der sich wieder an die Schreibmaschine setzt. Die Hörbücher las der Schauspieler Jürgen Uter.
2022 entstand ihr erstes Drehbuch für den ARD-Film Zwei Erben sind einer zu viel.
Katharina Münk heißt bürgerlich Petra Balzer und lebt in Hamburg. Sie ist neben ihrer Autorentätigkeit als Personal Coach für Fach- und Führungskräfte tätig.

## Bücher
- Und morgen bringe ich ihn um, 2006, Eichborn-Verlag, ISBN 978-3-8218-5633-9.
- Höhenflüge und Höllenfahrten, 2009, Eichborn-Verlag, ISBN 978-3-492-25234-8.
- Denn sie wissen nicht, was wir tun, 2010, Eichborn-Verlag, ISBN 978-3-8218-6529-4.
- Die Insassen, 2011, dtv premium, ISBN 978-3-423-21299-1.
- Die Eisläuferin, 2013, dtv premium, ISBN 978-3-423-21415-5.
- Glänzende Geschäfte, 2015, dtv premium, ISBN 978-3-423-21572-5.
- Westermann und Fräulein Gabriele, 2017, dtv premium, ISBN 978-3-423-21690-6.
- Mal eben kurz den Chef retten, 2017, campus-Verlag, ISBN 978-3-593-50742-2.
- Frau Böhning will weg, 2021 GoyaLit, ISBN 978-3-8337-4377-1.

## Drehbücher
- Zwei Erben sind einer zu viel, Polyphon Hamburg, für NDR, ARD/Degeto

## Bühnenstücke
- Frau Böhning will weg, für Schultz & Schirm, Wien